# USS Manchester (LCS-14)
Pour les articles homonymes, voir USS Manchester.
L'USS Manchester (LCS-14) est un littoral combat ship de classe Independence de l’United States Navy. C’est le deuxième navire à porter le nom de Manchester (New Hampshire),.

## Conception
En 2002, l’US Navy a lancé un programme visant à développer le premier d’une flotte de littoral combat ships. La Navy a d’abord commandé deux navires à coque trimaran à General Dynamics, qui sont devenus connus sous le nom de navires de combat côtiers de classe Independence, d’après le premier navire de la classe, l’USS Independence. Les navires de combat côtiers aux numéros pairs de l’US Navy sont construits à l’aide de la conception de trimaran de classe Independence, tandis que les navires aux numéros impairs sont basés sur une conception concurrente, le navire de combat côtier monocoque conventionnel de classe Freedom. La commande initiale de navires de combat côtiers concernait un total de quatre navires, dont deux de la classe Independence. Le 29 décembre 2010, la Navy a annoncé qu’elle attribuait à Austal USA un contrat pour la construction de dix navires de combat côtiers supplémentaires de classe Independence,.

## Carrière
La quille du navire a été posée le 29 juin 2015 à Mobile (Alabama). Les initiales de la sénatrice du New Hampshire Jeanne Shaheen, marraine du navire, ont été soudées dans la coque de l’USS Manchester lors de la traditionnelle cérémonie de pose de la quille. L’USS Manchester a été baptisé le 7 mai 2016 et il a été mis à l’eau le 12 mai 2016,. L’USS Manchester a été mis en service le 26 mai 2018.
Il est affecté au Littoral Combat Ship Squadron One.
En 2023, une antenne clandestine internet avait été installée sur le pont météo du navire par quelques marins, à l'insu de l'équipage et d'une partie de la hierarchie, afin de pouvoir capter internet via le réseau Starlink et de pouvoir communiquer avec les familles. La découverte de cette antenne, à l'été 2024, provoqua un scandale et mena à de nombreuses sanctions.